# Quincié-en-Beaujolais
Quincié-en-Beaujolais é uma comuna francesa na região administrativa de Auvérnia-Ródano-Alpes, no departamento de Ródano. Estende-se por uma área de 22,05 km². Em 2010 a comuna tinha 1 363 habitantes (densidade: 61,8 hab./km²).